# デザートローズ
『デザートローズ』 (Desert Rose) は、鷹見隼人による日本の漫画作品。『週刊少年チャンピオン』（秋田書店）にて、2011年42号から2012年12号まで連載された。全21話。

## 登場人物

### 紅陽高校
鍵谷 郁（かぎや いく）
主人公。左投げの投手だが、球速はMAXで120km/hにも届かず、変化球も下手なフォークのみという選手。
速球投手になるのが夢だが、夢ばかりで努力に結果がついてこず、大貴にも半ば見捨てられている状態にある。
伊達 大貴（だて だいき）
紅陽高校野球部のキャプテンで正捕手。鍵谷や巴とはリトルリーグ時代からの仲だが、一向に成長しない郁に呆れ果てている。
立華 巴（たちばな ともえ）
紅陽高校野球部のエース。左投げで、「千葉県屈指の左腕」と呼ばれている。大貴に比べて郁の事を気にかけている。
筧 俊介（かけい しゅんすけ）
聖凛高校から転校してきた選手。ポジションは捕手。かつて聖凛高校のエース・日ノ本蓮とバッテリーを組み、同校を甲子園優勝に導いた。
転校してきて早々、紅陽高野球部の癌が大貴であると言い切り、正捕手の座をかけて大貴と勝負をする。

### 聖凛高校
日ノ本 蓮（ひのもと れん）
野球部の名門・聖凛高校のエースで、聖凛を春・夏・春の連覇に導いた投手。身長195cmを超え、甲子園では最速158km/hの球速を記録した。

## 書誌情報
- 鷹見隼人 『デザートローズ』 秋田書店〈少年チャンピオン・コミックス〉、既刊1巻
  1. 2012年2月8日発売 ISBN 978-4-253-21137-6